# Husik
Husik (Armeens: Սբ. Հուսիկ Ա. Պարթև ) (ca.295-347) de vierde patriarch van de Armeens-Apostolische Kerk (342-347).
Zoon van Vrtanes. Na het overlijden van zijn vrouw was Husik in een klooster getreden, waarna hij bij de dood van zijn vader tot patriarch werd benoemd. Hij werd door koning Tigranes opgesloten omdat die genoeg kreeg van zijn vermaningen over de wantoestanden aan het hof (vooral het vasthouden aan heidense gebruiken). Husik overleed in gevangenschap in 347.
Hij wordt als patriarch opgevolgd door David en daarna door Pharen. Beiden zijn kort in functie en zijn geen nakomelingen van Husik. Na Pharen wordt Nerses I benoemd, een zoon of kleinzoon van Husik.
Husik wordt als heilige vereerd.

## Familie
Volgens de Franstalige Wikipedia was hij vader van twee zoons (Pap en At'anagenes), die beiden onwaardig zouden zijn voor een geestelijk ambt. At'anagenes op zijn beurt zou dan vader zijn van patriarch Nerses I. Omdat Nerses vermoedelijk in 326 is geboren, is dit echter praktisch onmogelijk. Daarbij wordt van zowel Husik als At'anagenes vermeld dat ze met een koninklijke prinses waren getrouwd, respectievelijk dochters van Tiridates IV van Armenië en Khosro III van Armenië. Hierdoor zou At'anagenes een wel erg nauwe bloedverwantschap met zijn vrouw hebben.
Mogelijk verwijzen Husik en At'anagenes naar dezelfde feitelijke historische figuur, die dan vader van Nerses is.